# ジョージ・マルコム
ジョージ・ジョン・マルコム（George John Malcolm, 1917年2月28日 - 1997年10月10日）は、イギリスの指揮者、鍵盤楽器奏者。
ロンドンの出身。幼少期よりクラッパムのノートルダム修道院でピアノを習い、７歳で王立音楽大学のキャスリーン・マクウィティー及びハーバート・フライヤーに師事。また、王立音楽大学在学中には、ウィンブルドン大学やオックスフォード大学ベリオール校にも通学した。第二次世界大戦中は軍楽隊に所属しつつ、室内楽のピアノ奏者としての研鑚を積み、戦後はデニス・ブレインの管楽合奏団と共演して名を上げた。1947年から1959年までウェストミンスター大聖堂のオルガニスト兼聖歌隊の指揮者を歴任し、1962年から1966年までフィロムジカ・オヴ・ロンドンの芸術監督を務めた。1965年から1967年までBBCスコティッシュ管弦楽団の准指揮者を務めた。
1965年にはCBEを叙勲。
ロンドンにて死去。

## 註
1. ↑  independent.co.uk
2. ↑  ianpartridge.pwp.blueyonder.co.uk Archived 2006年4月6日, at the Wayback Machine.